# Arrondissement di Chinon
L'arrondissement di Chinon /ʃiˈnõ/ è una suddivisione amministrativa francese, situata nel dipartimento dell'Indre e Loira e la regione del Centro.

## Composizione
L'arrondissement di Chinon raggruppa 87 comuni in 7 cantoni:
- cantone di Azay-le-Rideau
- cantone di Bourgueil
- cantone di Chinon
- cantone di L'Île-Bouchard
- cantone di Langeais
- cantone di Richelieu
- cantone di Sainte-Maure-de-Touraine